# ФК Молде
Молде Фотбалклуб (на норвежки: Molde Fotballklubb) е норвежки футболен клуб, базиран в едноименния град Молде. Играе мачовете си на стадион Акер.

## Успехи
- Типелиген
  -  Шампион (5): 2011, 2012, 2014, 2019, 2022
  -  Второ място (9): 1974, 1987, 1995, 1998, 1999, 2002, 2009, 2017, 2018
  -  Трето място (3): 1977, 1988, 1990

- Купа на Норвегия
  -  Носител (4): 1994, 2005, 2013, 2014
  -  Финалист (4): 1982, 1989, 2009, 2024

- Суперкупа на Норвегия
  -  Носител (1): 2012

## Европейски турнири
Участвал е в турнирите за купата на УЕФА.
- Лига на конференциите
  -  1/8 финалист (1): 2024/25